# Big John Carter

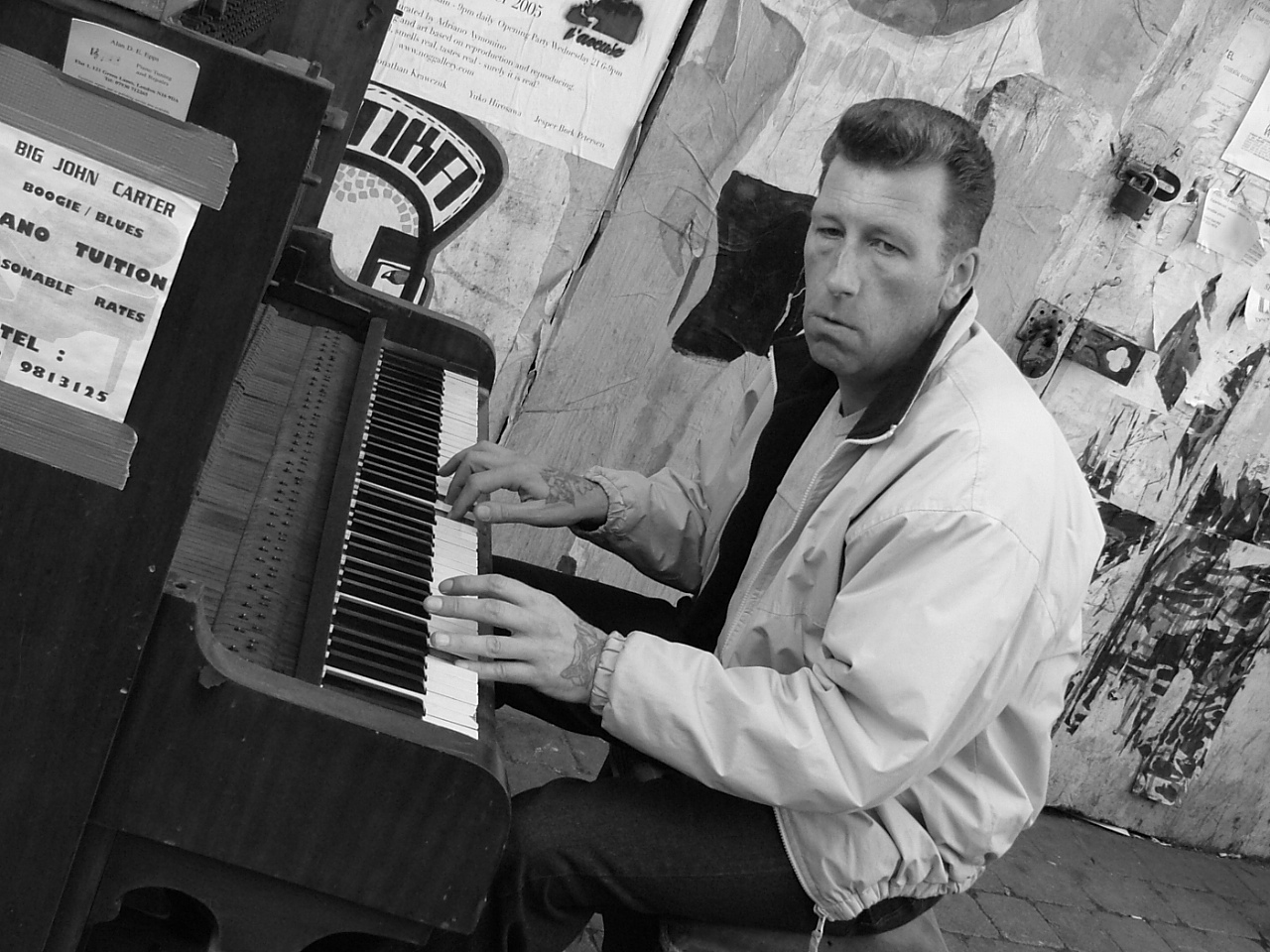
Big John Carter im Jahr 2003 auf dem Brick Lane Market

Big John Carter (* 1958 in London; † 15. oder 16. Mai 2024) war ein britischer Boogie-Woogie-Pianist und Gitarrist.

## Leben
Big John Carter wurde im östlichen London als Sohn eines Teddy Boys geboren und wuchs zusammen mit seinem Bruder Jeff auf. Ab 1969 besuchte er die South West Ham County Technical School. Er arbeitete unter anderem als Polsterer, Bauarbeiter und Fensterputzer, wurde gelernter Schreiner und gründete schließlich zusammen mit Freunden eine Firma für Doppelverglasungen.
Seine erste und einzige Klavierstunde erhielt er nach eigener Aussage im Alter von elf Jahren. Der Klavierlehrer hatte ihn angewiesen, eine Tonleiter zu üben, doch ein Mitschüler – es handelte sich um Roy Carter, der später mit der Band Heatwave bekannt wurde, – zeigte ihm zwei Bassmuster für einen Blues und einen Boogie-Woogie. Als er diese übte statt der befohlenen Tonleiter, wurde er aus dem Saal geworfen. Bis zum Alter von 20 Jahren besaß Carter kein eigenes Klavier. Er übte außerhalb der Unterrichtszeit auf den Schulklavieren. Zu diesem Zweck ließ er sich entweder nach Schulschluss in dem Gebäude einschließen oder brach dort ein. Außerdem übte er in einem Geschäft für gebrauchte Klaviere an der Ecke Cheshire Street und Brick Lane Market. Sein erstes eigenes Klavier, ein Rockley, besorgte ihm Pat Rayford. Später legte er sich ein Yamaha U1 zu.
Er war Stammgast in dem Schallplattenladen Moondogs in der High Street North, als er in Manor Park lebte, und bei Vintage Records in der Roman Road in der Nähe des Bahnhofs Caledonian Road. In den 1970er-Jahren besuchte er seine erste Live-Show, bei der The Impalas mit Trevor Hawkins auftraten. Fats Domino hörte er im Hammersmith Odeon. Weitere Einflüsse aus dieser Zeit waren z. B. Rusty Lupton († 2018) und Dave Taylor. Im Londoner Palladium hörte er 1985 die Boogie Woogie Allstars mit Little Willie Littlefield,
Axel Zwingenberger, Katie Webster, Big Jay McNeely, Dana Gillespie und der Mojo Blues Band.
Carter trat als Straßenmusiker und in diversen kleinen Pubs im Londoner Osten auf. 1998 trat er während eines Straßenfestes in Stoke Newington im Prince of Wales Pub erstmals mit seiner eigenen Band auf, den Brick Lane Boogie Boys. In Ryan’s Bar, ebenfalls in Stoke Newington, spielte die Band ab 1999 einige Jahre lang jeden Monat. Das erste Album der Brick Lane Boogie Boys wurde in Hackney in den Toe Rag Studios aufgenommen, das zweite in den Alchemy Studios bei Wood Green. Zu Werbezwecken nahm Big John Carter im Alter von etwa 25 Jahren diverse Klavierstücke im Steamrooms Studio in Poplar auf. 1977 gab er zusammen mit Rebel Ed ein Interview für den Melody Maker zum Thema „Teds und Punks“. Dabei entstand auch das Titelbild der Zeitschrift vom 30. Juli 1977. Robert Elms, der Big John Carter auf dem Brick Lane Market gehört hatte, lud ihn samt Band einige Male zu Aufnahmen für Radio London ein. Weitere Aufnahmen machte Carter mit Resonance FM, ferner gab es auch einen Fernsehauftritt, in dem er als Straßenmusiker in der Brick Lane gezeigt wurde. Ein Auftritt in der Kindersendung Blue Peter wurde nicht gesendet, weil auf der Aufnahme ein fluchender Passant im Hintergrund zu hören war.
Carter spielte unter anderem mit The Comets, Steve West Weston, den Bluesonics, Big Boy Bloater, Benny and the Flybyniters, Cliff Edmonds, Nigsy Owen, Pete Pritchard, Chris Corcoran und den Cadillac Kings, außerdem z. B. mit Julian Phillips, James Goodwin, Axel Zwingenberger, Jean-Paul Amouroux, Chris Conz und Henri Herbert.
Er trat etwa ab 2005 regelmäßig auf dem UK Boogie Woogie Festival auf, bei dessen Organisation er auch mithalf, und war zeitweise allmonatlich beim UK Boogie Woogie Club zu hören. Unter anderem wurde er zur Boogie Woogie Connection nach Hamburg eingeladen, wo er auch im Star Club spielte, und trat mehrmals auf dem Boogie-Woogie-Festival im südfranzösischen Laroquebrou auf. Ferner wurde er mehrmals in die Schweiz zu den Boogie-on-the-Hill-Konzerten eingeladen. Mit Stewart Panaman spielte er mehr als ein Jahrzehnt als Duo 4 Hands Of Rhythm.
2015 beteiligte er sich an einer Aktion des S&R Kelly Pie & Mash Shops in der Bethnal Green Road, bei der Geld für eine Überdachung des Denkmals für die Opfer der Katastrophe von Bethnal Green gesammelt werden sollte. Im Jahr 1943 waren 173 Personen in der U-Bahn-Station ums Leben gekommen, weil bei einem nur probeweise ausgelösten Sirenenalarm Panik ausgebrochen war.
In der Zeit um 2016 trat Carter auf Dr Ks YouTube-Kanal auf; seit 2003 bestand eine enge Verbindung mit Henri Herbert. Zu Carters späten Aufnahmen gehören Blues Guitar Grooves von 2018 und Coolerator aus dem Jahr 2020, jeweils mit der Chris Corcoran Band; im Titelsong des Albums Ain’t No Lady von Sister Suzie (Susan Clarke), ebenfalls aus dem Jahr 2018, ist er als Pianist zu hören.

Am 6. Januar 2025 fand die Veranstaltung A Tribute to Big John Carter im 100 Club statt.

## Privates
Big John Carter war ein begeisterter Plattensammler. Zu seinen Leidenschaften gehörte zeitweise auch der Kampfsport Kung Fu.
Carter starb Mitte Mai 2024. Er hinterließ zwei erwachsene Kinder.